# Étiquette (golf)
Pour les articles homonymes, voir Étiquette.
L'étiquette régit le comportement d'un joueur sur le parcours de golf pour que les parties soient plus sûres et surtout plus amusantes mais aussi pour ne pas infliger des dommages inutiles au terrain et aux installations mis à la disposition du joueur.

## La sécurité
Pendant une partie de golf, amicale ou compétition, il existe quelques règles de sécurité à suivre. Dans un premier temps, il ne faut en aucun cas jouer si les joueurs de la partie précédente sont à portée du meilleur coup.

Sur l'aire de départ, lors de coups d'essai, le joueur doit vérifier qu'aucun de ceux-ci ne peuvent atteindre un partenaire mais également que les projections de terre ou de gravier ne les atteignent pas.

Après avoir frappé un coup, si la balle se dirige dangereusement vers d'autres joueurs, le golfeur doit crier balle ou fore en anglais pour avertir du danger.

## Le temps de jeu
Une des règles les plus importantes de l'étiquette réside dans le rythme de jeu afin d'éviter le jeu lent. Un premier principe consiste à marcher à bonne vitesse, un parcours de 18 trous devant se dérouler en moins de 4 heures 30 minutes. Si une partie se laisse distancer d'un trou franc par rapport à celle qui la précède, elle se doit d'inviter la partie suivante à passer, si elle est plus rapide, et ce quel que soit le nombre de joueurs la composant. Un ou deux coups d'essai sont suffisants, un grand nombre d'essais favorisant le jeu lent.

Autre principe : un joueur doit toujours être prêt à jouer sa balle. De ce fait, un golfeur peut préparer son coup pendant qu'un autre joue le sien dans la limite des règles de sécurité. Le sac, le chariot ou la golfette doivent toujours être placés au plus près du départ suivant aussitôt que l'on arrive sur le green. Une partie ne doit pas s'attarder sur le green, les scores du trou sont marqués au départ suivant.

Le meilleur choix possible lorsqu'une balle risque d'être perdue ou déclarée hors limites est de jouer une balle provisoire afin de ne pas avoir à retourner à l'endroit du coup précédent pour rejouer. Dans tous les cas, une balle égarée ne doit pas être cherchée plus de 3 minutes ; au-delà, le joueur doit la déclarer perdue en appliquant la procédure adéquate et la pénalité appropriée.

## Le respect
Un golfeur se doit de respecter ses partenaires de jeu et ceux des autres parties sur le parcours en même temps que lui. Ainsi, il ne doit en aucun cas parler, faire du bruit ou bouger lorsqu'un autre joueur frappe sa balle. Les téléphones mobiles doivent être prohibés ou au moins éteints avant le départ d'une partie, que l'on soit joueur, accompagnateur de la partie (caddie) ou spectateur. Cette interdiction est d'ailleurs absolue pour les spectateurs sur les Championnats.

## Le terrain
Quand un divot ou un morceau d'herbe est arraché lors de la frappe de la balle, le joueur a l'obligation de le replacer après avoir tapé son coup. De même, les bunkers doivent être ratissés après le coup.